# Lijst van voetbalclubs - Z
Dit is een lijst van voetbalclubs met als beginletter een Z.
- NK Zadar
- FK Žalgiris Vilnius
- NK Zagreb
- 't Zand
- Real Zaragoza
- Zeevogels
- RCSV Zestienhoven
- FK Željezničar Sarajevo
- NK Žepče Limorad
- FK Zenit Sint-Petersburg
- FC Zestafoni
- Zeytinburnuspor
- MŠK Žilina
- FC Zimbru Chisinau
- Zirə FK
- Zonguldakspor
- NK Zrinjski Mostar
- FC Zug 94
- Zulte Waregem
- FC Zürich
- Zvartnots Jerevan
- FSV Zwickau
- PEC Zwolle
- SC Zonnebeke

A · B · C · D · E · F · G · H · I · J · K · L · M · N · O · P · Q · R · S · T · U · V · W · X · Y · Z